# Nina Kraljić
Nina Kraljić, född 4 april 1992 i Lipovljani i Kroatien, är en kroatisk popsångerska. Hon är främst känd för att år 2015 ha vunnit den första säsongen av sångtävlingen The Voice – Najljepši glas Hrvatske som är den kroatiska versionen av programformatet The Voice.
Kraljićs första TV-framträdande var i den kroatiska versionen av Got Talent år 2009. Den 24 februari 2016 meddelade den Kroatiska statstelevisionen att Kraljić skulle representera landet i Eurovision Song Contest 2016 i Stockholm. Den 9 mars 2016 tillkännagavs att Kraljić kommer att representera landet i Eurovisionsschlagerfinalen med sången Lighthouse.

## Diskografi

### Singlar
| År   | Titel                                        | Album                  |
| ---- | -------------------------------------------- | ---------------------- |
| 2015 | "Zaljuljali smo svijet" (Vi rockade världen) | Ej tillkännagivet ännu |
| 2016 | "Lighthouse" (Fyr)                           | Ej tillkännagivet ännu |